# Dimo Wache
Dimo André Wache (* 1. November 1973 in Brake) ist ein deutscher Fußball-Torwarttrainer und ehemaliger Torwart. Von 1995 bis 2010 absolvierte er über 400 Pflichtspiele für den 1. FSV Mainz 05, zu dessen Ehrenspielführer er nach seinem Karriereende ernannt wurde. Von 2013 bis 2025 trainierte er die Torhüter des SV Darmstadt 98.

## Karriere als Spieler

### Anfänge und Wechsel nach Mönchengladbach
Nach den Jugendstationen beim SC Ovelgönne, TSV Heiligenrode, VfL Brake, VfB Oldenburg und Bayer 04 Leverkusen und insgesamt 38 Länderspielen für die U-15-, U-16-, U-17-, U-18- und U-19-Auswahlen des DFB wechselte Wache im Juli 1992 zum Bundesligisten Borussia Mönchengladbach. Am 27. April 1993 stand er erstmals als Reservetorwart hinter Uwe Kamps im Bundesliga-Kader. Die Position als Reservetorwart behielt er in Mönchengladbach und blieb ohne Pflichtspieleinsatz.

### Durchbruch in Mainz
Im Juli 1995 wechselte er zum damaligen Zweitligisten 1. FSV Mainz 05, bei dem er seinen späteren Torwarttrainer Stephan Kuhnert verdrängte und am 17. September 1995 bei der 0:1-Auswärtsniederlage gegen den SC Fortuna Köln sein Ligadebüt gab. In seiner ersten Spielzeit kam er auf 18 Ligaeinsätze und erreichte mit der Mannschaft den 11. Platz. In der nächsten Spielzeit verpasste Mainz 05 knapp den Aufstiegsplatz und landete auf dem vierten Platz, wobei Wache alle Saisonspiele absolviert hatte. Die Saison 1997/98 schloss Mainz 05 auf dem zehnten Platz ab, jedoch fiel Wache für die gesamte Rückrunde aus. Im September 1998 kehrte er auf dem Platz zurück, verletzte sich jedoch erneut am 27. Spieltag und musste verletzungsbedingt erneut pausieren. Mainz 05 verbesserte sich im Vergleich zur Vorsaison auf den siebten Platz.

### Aufstieg zum Kapitän
Die Saison 1999/2000 überstand Wache verletzungsfrei und löste den 1999 den scheidenden Lars Schmidt als Mannschaftskapitän ab. Mainz 05 erreichte den neunten Platz und als Zweitligist im DFB-Pokal das Viertelfinale, in dem man am FC Bayern München scheiterte. In der nächsten Saison konnte sich die Mannschaft nur knapp vor dem Abstieg retten. Wache kam auf 31 Ligaeinsätze. In der Saison 2001/02 konnte sich Mainz 05 mit dem Trainer Jürgen Klopp erheblich verbessern und verpasste auf dem vierten Platz nur knapp den Aufstieg, wobei Wache in allen Pflichtspielen zum Einsatz kam. In der nächsten Saison erreichte das Team erneut den vierten Platz und Wache spielte wieder alle Ligaspiele. 2003/04 stieg Mainz 05 mit Wache als Stammkeeper schließlich in die Bundesliga auf.

### Aufstieg in die Bundesliga
In der ersten Bundesliga-Saison erreichte Wache 28 Ligaeinsätze und den elften Platz in der Tabelle. Vor Beginn der Saison 2005/06 qualifizierte sich Mainz 05 über die Fair-Play-Wertung für den UEFA-Cup und schied nach überstandener Qualifikation in der ersten Runde gegen den FC Sevilla aus. In der Liga erreichte Mainz 05 erneut den elften Platz, jedoch verpasste Wache einen großen Teil der Rückrunde wegen einer Knieverletzung. Am 4. November 2006 absolvierte er sein 341. Pflichtspiel für den 1. FSV Mainz 05. Damit ist er in der über 100-jährigen Vereinsgeschichte der alleinige Rekordhalter. In der Saison 2006/07 kam er in 26 Ligaspielen zum Einsatz und verpasste erneut verletzungsbedingt das Saisonende. Mainz befand sich auf dem 16. Platz und stieg damit wieder in die 2. Bundesliga ab. Die Saison 2007/08 verpasste er aufgrund einer Schulterverletzung und einem Meniskusschaden zum größten Teil und kam damit auf nur neun Ligaeinsätze. Mainz 05 verpasste auf dem vierten Platz knapp den direkten Wiederaufstieg in die Bundesliga. Die Saison 2008/09 konnte er unter Trainer Jørn Andersen verletzungsfrei komplett absolvieren und trug damit zum Wiederaufstieg in die Bundesliga und dem Einzug ins Halbfinale des DFB-Pokals ein. Die Mannschaft setzte sich gegen die Bundesligisten 1. FC Köln und Schalke 04 durch, scheiterte doch im Halbfinale auswärts in der Verlängerung gegen den Erstligisten Bayer 04 Leverkusen. Die Saison 2009/10 verpasste Wache aufgrund eines Patellasehnenanrisses komplett. Zum Ende der Saison lief sein Vertrag aus und Wache beendete seine Profikarriere.
In seiner Zeit bei Mainz 05 bestritt er 406 Pflichtspiele, war lange Kapitän und Stammtorhüter und wurde Rekordspieler der Mainzer. Nach seinem Karriereende wurde er zum Mainzer Ehrenspielführer ernannt.

### Rückkehr in den Fußball
Im August 2012 gab der mittlerweile 38-Jährige ein Comeback im Tor des Oberligisten SV Mehring. Grund dafür war die Notlage des Clubs mit zu wenigen etatmäßigen Torhütern. Ermöglicht wurde es durch Waches Freundschaft mit dem Vorstandsvorsitzenden des SV Mehring, Günter Schlag. Nach fünf Partien mit drei Siegen und zwei Niederlagen beendete Wache am 1. November 2012 sein Engagement in Mehring.

## Karriere als Trainer
Nachdem Dimo Wache den Drittligisten SV Darmstadt 98 seit dem 2. Januar 2013 interimsmäßig als Torwarttrainer betreut hatte, wurde er am 18. Januar 2013 fest auf dem Posten angestellt. Dabei stand er auch zweimal im Spieltagskader der Mannschaft.
Mit der Mannschaft stieg Wache unter Cheftrainer Dirk Schuster 2015 in die 2. Bundesliga und zur Saison 2015/16 schließlich in die Bundesliga auf. Nach zwei Spielzeiten in der höchsten deutschen Spielklasse stieg der Verein wieder in die 2. Liga ab. Von 2018 bis 2021 pausierte Wache als Torwarttrainer, da er sich mehreren Operationen unterzog. Er wurde von Uwe Zimmermann vertreten. Am Ende der Zweitligasaison 2022/23 stieg er mit Darmstadt 98 erneut in die Bundesliga auf, diesmal mit Torsten Lieberknecht als Cheftrainer. Das Arbeitsverhältnis beim SV Darmstadt 98 als Torwarttrainer wurde noch während der laufenden Spielzeit im April 2025 in beiderseitigen Einvernehmen beendet.

## Privates
Der gelernte Metzger Wache ist einer der wenigen Typ-1-Diabetiker im Profifußball. Er ist aktiv bemüht, diabetischen Kindern die Ängste vor der Krankheit zu nehmen. Zudem stellte er sich 2009 im Frankfurter Bürgerhospital als prominenter Ansprechpartner zur Verfügung. Während seiner Karriere wurde er insgesamt 36 Mal operiert.
In der Mainzer Innenstadt betrieb er zehn Jahre lang ein Sportgeschäft, zu Beginn am Gutenbergplatz, dann in der Römerpassage. Ins Sportgeschäft war auch ein Mainz-05-Fanshop integriert. Das Sportgeschäft wurde Ende 2012 geschlossen. An gleicher Stelle eröffnete Wache mit einem Mainzer Gastronomen eine Kombination aus amerikanischem Restaurant im Untergeschoss und Fanshop im Obergeschoss. Nach einem Jahr meldete das Unternehmen Insolvenz an.
Wache ist verheiratet und hat eine Tochter. Er wohnt in Mainz-Hechtsheim.

## Ehrungen
Wache ist Ehrenspielführer des 1. FSV Mainz 05.
Er wurde im September 2022 mit dem Du-musst-kämpfen-Preis der gleichnamigen Stiftung ausgezeichnet, die vom 2016 verstorbenen Lilien-Fan Jonathan Heimes gegründet wurde.